# Mijo Lončarić

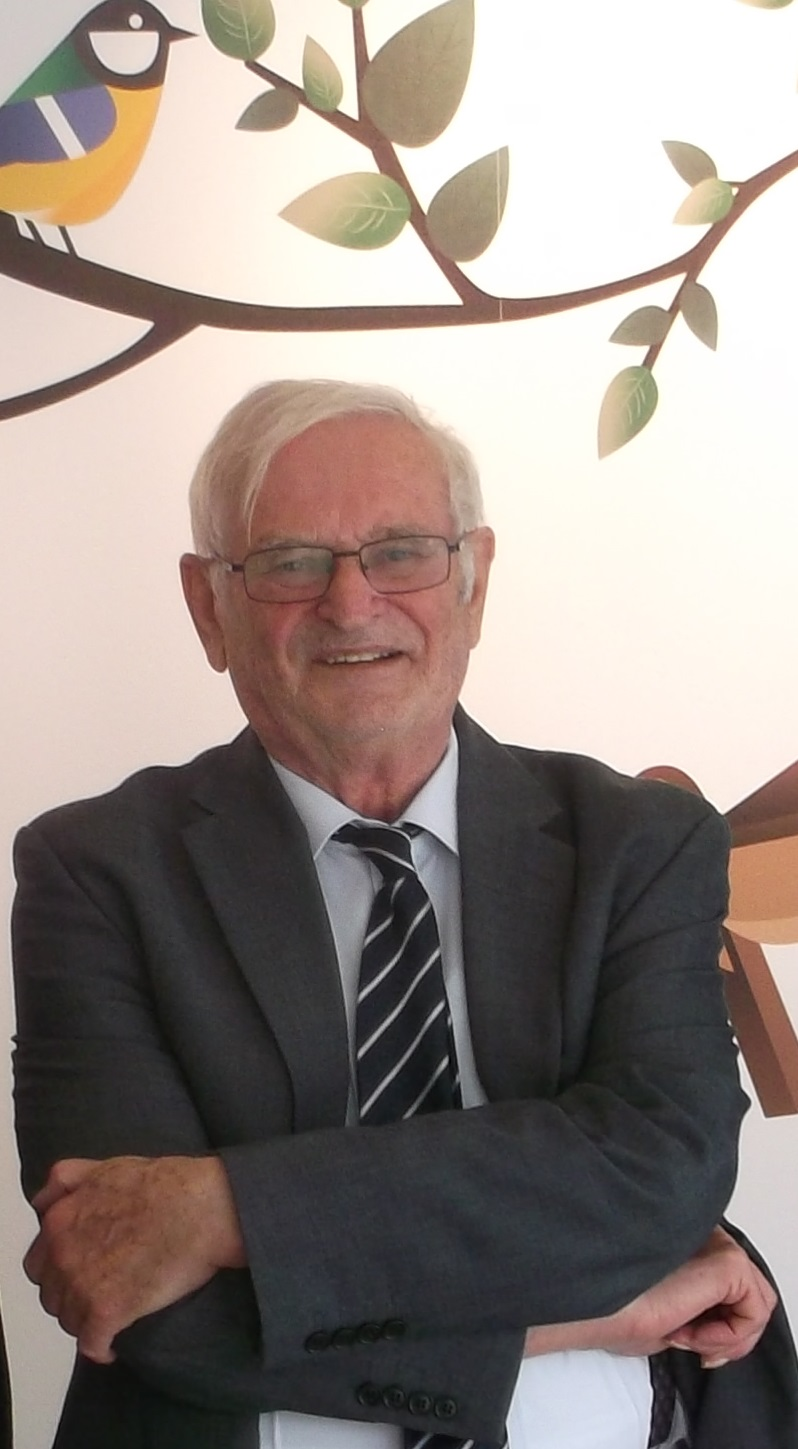
Mijo Lončarić, 2018

Mijo Lončarić (* 1. September 1941 im Dorf Reka bei Koprivnica; † 21. Juni 2023 in Zagreb) war ein kroatischer Sprachforscher, Lexikograph und Kajkavisch-Experte.

## Leben
Er besuchte das Gymnasium in Koprivnica (deutsch Kopreinitz). Das Studium der südslawischen Sprachen und Germanistik schloss er 1966 an der Philosophischen Fakultät in Zagreb ab. 1973 erhielt er seinen Masterabschluss und 1980 seinen Doktortitel. Er erhielt zweimal das Humboldt-Stipendium (1976, 1987) und studierte in Köln, Mannheim und Marburg.
Seit 1973 war er Mitglied des Instituts für kroatische Sprache und Linguistik. Von 1987 bis 1996 war er Direktor des Instituts. Er ging 2012 in den Ruhestand.
Am 21. Juni 2023 starb Mijo Lončarić im Alter von 81 Jahren in Zagreb.

## Werk
Sein Werk ist besonders in der kroatischen Dialektologie wichtig. Er nahm an zahlreichen wissenschaftlichen Versammlungen, Konferenzen und Kongressen im In- und Ausland teil (Slowakei, Niederlande, Ungarn, Slowenien, Deutschland, Bosnien und Herzegowina, Mazedonien, Serbien). Von 1990 bis 1995 leitete er grundlegende nationale Projekte zur kroatischen Literatursprache. Von 1996 bis 2012 leitete er die Erstellung des kroatischen Dialektologie- und Sprachatlas. Er war Herausgeber und Rezensent zahlreicher Dialektwörterbücher.